# Leopold Auerbach
Leopold Auerbach (ur. 30 kwietnia 1828 we Wrocławiu, zm. 30 września 1897 tamże) – niemiecki lekarz neurolog i biolog, uczeń Jana Ewangelisty Purkyniego. Jego nazwisko upamiętnione jest w nazwie splotu Auerbacha, który opisał.
Od 1872 profesor biologii i histologii Uniwersytetu Wrocławskiego. Pochowany na Starym Cmentarzu Żydowskim we Wrocławiu przy ulicy Ślężnej 113.